# Salomé con la cabeza de Juan el Bautista (Caravaggio, Londres)
Salomé con la cabeza de Juan el Bautista es un cuadro de Caravaggio, realizado en 1607. El cuadro muestra a Juan el Bautista tras ser decapitado, algo muy común en la pintura barroca italiana. Salomé, con un aire de frialdad, siente haber cumplido su misión. Ensangrentada, la cabeza del Bautista no es otra que la del propio Caravaggio. El verdugo es quien azota a Jesús en cristo en la columna